# ویتول
ویتول (به انگلیسی: Vitol) شرکت چندملیتی، به مرکزیت دو کشور هلند و سوئیس است، که در زمینه تولید و مبادله انرژی و کالا فعالیت می‌کند.
دفاتر مرکزی گروه ویتول در شهرهای روتردام، هلند و ژنو، سوئیس قرار دارند. این شرکت در سال ۲۰۱۱ درآمدی بالغ بر ۲۹۷ میلیارد دلار داشته است و کشتی‌های نفتکش این شرکت بیش از ۴۰۰ میلیون تُن نفت را در این سال جابجا نموده‌اند. ویتول درحال‌حاضر بزرگترین فروشنده نفت خام جهان محسوب می‌شود.

## تاریخچه
شرکت ویتول در سال ۱۹۶۶ توسط هنک ویتور و ژاک دیتایگر در شهر روتردام، هلند تأسیس شد و پس از چند سال به یکی از غول‌های صنعت کالا، تبدیل گردید. سپس با مدیریت دو شرکت گلنکور و ترافیگورا، به یکی از بزرگترین معامله‌گران نفت تبدیل شد.
امروزه گروه ویتول، پس از شرکت سوئیسی گلنکور، در رتبه دوم از بزرگترین شرکت‌های بازرگانی کالا قرار دارد و به عنوان یکی از سه شرکت بزرگ فروشنده نفت خام جهان شناخته می‌شود.

## زمینه فعالیت
گروه ویتول، در عمل یک شرکت خوشه‌ای (چند صنعتی) است، که طیف وسیعی از کالاها و خدمات را ارائه می‌نماید و سرمایه‌گذاری‌های بسیاری را در شاخه‌های مختلف صنعتی در کشورهای مختلف جهان دارد، ولی بخش اعظم فعالیت‌های این شرکت هلندی عمومأ در صنایع نفت و گاز، صنایع شیمیایی، صنایع پتروشیمی، صنایع معادن و مبادلات کالا و انرژی‌های تجدیدپذیر، متمرکز می‌باشد.
فعالیت‌های اصلی و بین‌المللی شرکت ویتول در شهرهای ژنو، هیوستون، سنگاپور و لندن متمرکز می‌باشد. این شرکت علاوه بر خرید و فروش نفت، سرمایه‌گذاری‌های کلانی در زمینه دادوستد: زغال سنگ، گاز طبیعی، برق، فراورده‌های نفتی، گازهای گلخانه‌ای و سوخت‌های زیستی نیز، فعالیت می‌نماید.

## شبکه مخازن و پایانه‌ها
شبکه مخازن و پایانه‌های بین‌المللی انتقال انرژی ویتول با ظرفیت نزدیک به شش میلیون متر مکعب در چهار قاره گسترده می‌باشد. ارزش این مخازن و ترمینال‌ها بالغ بر ۱ میلیارد دلار، برآورد می‌گردد.
مراکز کلیدی این شبکه، عبارت است از: آمستردام و یوروپورت در هلند، بندر کاناورال در ایالت فلوریدا و ترمینال لنتسپایلز در لتونی.

## شرکت‌های تابعه

### شرکت پالایش فجیره
شرکت پالایش فجیره (به انگلیسی: Fujairah Refinery Company) یکی از شرکت‌های زیرمجموعه ویتول است، که در امارات متحده عربی مستقر می‌باشد. این شرکت مالک پالایشگاهی در شهر فجیره است، که روزانه ۸۲٫۰۰۰ بشکه بنزین از آن فرآورش می‌گردد.
همچنین در مجاورت این پالایشگاه، یک مخزن ذخیره‌سازی به حجم ۱٫۰۳۴٫۰۰۰ مترمکعب نیز متعلق به شرکت ویتول می‌باشد. این شرکت، بتازگی مخزن جدیدی با حجم ۱۴۰ هزار مترمکعب را نیز، به این مجموعه پالایشگاهی، اضافه نموده است. شرکت پالایش فجیره و منابع تحت مدیریت آن، یکی از کلیدی‌ترین دارایی‌های گروه ویتول، بشمار می‌آیند.

### آراواک انرژی
آراواک انرژی (به انگلیسی: Arawak Energy) یکی از شرکت‌های تابعه گروه ویتول است، که دفتر مرکزی آن، در جمهوری آذربایجان مستقر می‌باشد. ویتول از طریق شرکت آراواک انرژی در پروژه‌های اکتشاف و تولید نفت، در نقاط مختلف جهان، سرمایه‌گذاری‌های گسترده‌ای انجام داده است.
شرکت آراواک، فعالیت‌های تولید نفت خام را در کشورهای روسیه، قزاقستان و جمهوری آذربایجان بعهده دارد. این شرکت همچنین مالک ۴۹٪ درصد از میدان نفتی گالوک فیلیپین می‌باشد.
همچنین شاخه‌ای دیگر از آراواک، در کشورهای کامرون و غنا مستقر بوده، که پروژه‌های اکتشاف میادین نفتی ویتول در این دو کشور را، مدیریت می‌نماید. آراواک انرژی یک شرکت عمومی است، که ۴۳٪ درصد از سهام آن، متعلق به شرکت ویتول بوده و بقیه سهام آن، در بازار بورس تورنتو دادوستد می‌شود.

## سهامداران
گروه ویتول یک شرکت خصوصی می‌باشد و سهام عمده آن در اختیار ۳۳۰ نفر از کارمندان این شرکت و نیز سهامداران مستقل قرار دارد. این شرکت پایانه‌های نفتی مختلفی دارد که در چهار قاره پراکنده می‌باشند.

## بخش خاورمیانه
ویتول فعالیت‌های گسترده‌ای نیز در خاورمیانه دارد که زیر نظر دفاتر مرکزی این شرکت در خاورمیانه مدیریت می‌شوند.
دفاتر مرکزی آن در خاورمیانه در دبی، امارات و بحرین مستقر می‌باشند. مخازن استراتژیک شرکت ویتول عمومأ در منطقه خاورمیانه مستقر می‌باشند.